# NGC 2507
NGC 2507 è una vasta galassia lenticolare situata nella costellazione del Cancro, a una distanza di circa 230 milioni di anni luce dalla nostra Via Lattea.

## Scoperta
La galassia è stata scoperta il 18 marzo 1786 dall'astronomo britannico di origine tedesca William Herschel.

## Gruppo di NGC 2507
NGC 2507 è la più vasta e la più luminosa di un gruppo costituito da almeno sei galassie e che porta il suo nome. Le altre galassie del Gruppo di NGC 2507 sono NGC 2514, MCG 3-21-7, UGC 4139, UGC 4145 e UGC 4170.